# Maximumrocknroll
Pour l'album de NOFX, voir Maximum Rock and Roll.

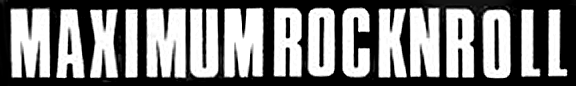
Titre de Maximumrocknroll généralement utilisé en couverture.

Maximumrocknroll (MRR) est un fanzine mensuel consacré à la culture et à la musique punk fondé au début des années 1980 par Tim Yohannan et basé à San Francisco. Cette « bible punk » est l'une des publications les plus diffusées (entre 13 000 et 18 000 exemplaires par numéro dans les années 90) et influentes de la scène punk internationale, et a fait de nombreux émules dans le milieu de la presse musicale indépendante,,.

## Histoire
Maximumrocknroll est à l'origine une émission de radio lancée en 1977 à Berkeley. L'émission devient publication en 1982, lorsque son numéro 0 est publié en tant que livret de la compilation Not So Quiet On the Western Front, parue sur le label Alternative Tentacles de Jello Biafra et qui rassemble 47 groupes du Nevada et de Californie.
Sa popularité se maintient après la mort de son fondateur en 1998 ; le fanzine a sorti son 300e numéro en 2008.

## Éthique
MRR se réclame d'une totale indépendance et a toujours eu pour règle de ne pas chroniquer les sorties des majors du disque.
À l'époque où le fanzine se vendait beaucoup, ses bénéfices étaient redistribués annuellement à d'autres projets bénéficiant de plus modestes moyens. Les participants sont tous bénévoles. En effet, MRR souhaite rester indépendant et sans but lucratif, par contraste avec le petit nombre de conglomérats médiatiques qui financent les musiciens grand public.

## Critiques
Maximumrocknroll est rapidement devenu une institution de la scène punk, et cette position dominante entraîna naturellement de nombreuses réactions critiques, en Californie et ailleurs.
Ainsi le fanzine a fait l'objet de diverses controverses portant en particulier sur son manque d'ouverture. Ces critiques sont à l'origine du lancement d'autres fanzines réputés comme Punk Planet ou HeartattaCk (tous deux ont aujourd'hui cessé d'être publiés). Des musiciens ont également manifesté leur opposition à la politique de Maximumrocknroll, notamment Jello Biafra lui-même, leader des Dead Kennedys, qui a déclaré à propos de l'un des disques du groupe que « si Holiday in Cambodia sortait aujourd'hui, il serait réprouvé par Maximumrocknroll sous prétexte qu'il ne sonne pas punk ».